# Macrobiotus gemmatus
Macrobiotus gemmatus är en djurart som tillhör fylumet trögkrypare, och som beskrevs av Bartos 1963. Macrobiotus gemmatus ingår i släktet Macrobiotus och familjen Macrobiotidae. Inga underarter finns listade i Catalogue of Life.